# Už mě víckrát neuvidíš
Už mě víckrát neuvidíš – drugi singel czeskiego zespołu pop-rockowego Mandrage z ich drugiego albumu studyjnego Hledá se žena. Wydany został 25 maja 2009 roku przez wytwórnię płytową, Universal Music. Do piosenki zrealizowano teledysk.

## Lista utworów i formaty singla
1-ścieżkowy CD-singel
1. "Už mě víckrát neuvidíš" – 3:20

## Twórcy
- Vít Starý – wokal prowadzący, gitara rytmiczna
- Pepa Bolan – gitara prowadząca, wokal wspierający
- Michal Faitl – gitara basowa
- Matyáš Vorda – perkusja
- František Bořík – instrumenty klawiszowe

## Pozycje na listach
| Państwo | Lista           | Najwyższa pozycja |
| ------- | --------------- | ----------------- |
| Czechy  | Rádio – Top 100 | 82                |